# Hont András
Hont András (Budapest, 1975. július 14. – ) magyar újságíró, publicista, volt fideszes önkormányzati képviselő.

## Tanulmányai
Jog, valamint történelem szakot végzett a Pécsi Tudományegyetem (PTE) Jog- és Államtudományi Karán, illetve a Pázmány Péter Katolikus Egyetem (PPKE) bölcsészkarán.

## Pályafutása
Dolgozott a Magyar Rádiónál, az Almássy téri Szabadidőközpontban, továbbá magáncégeknél foglalkozott reklámszervezéssel és lapkiadással is. 
1994-ben önkormányzati képviselővé választották Budapest VII. kerületében, az Erzsébetvárosban. 2000-től tagja a Fővárosi Önkormányzatnak. 2002-ben a Fidesz erzsébetvárosi polgármesterjelöltje.
A Fidesznek 1990-től, 15 éves kora óta volt tagja. Rövid ideig a KÖSZ (a Fidesz ifjúsági partnerszervezete) tisztségviselője. Előbb a párt erzsébetvárosi szervezetének alelnöke, majd 1995-től 2001-ig elnöke. A Budapesti Választmánynak 1994-től 2001-ig, az Országos Választmánynak 2001-től tagja. Az 1994. és az 1998. évi országgyűlési választásokon Deutsch Tamás, 2002-ben Rockenbauer Zoltán kampányát vezette. Navracsics Tibort személyesen ő léptette be a pártba.
Az aktív Fidesz-politikusok közül 2003-ban elsőként bírálta a Fidesz és az ezoterikus jobboldali értelmiség kapcsolatát, majd 2005-től Orbán Viktor vezetési módszereit. 2005-ben minden tisztségéből visszahívták, hivatalosan 2007 márciusában  zárták ki a pártból. A helyi fideszesek szerint viszont azért zárták ki, mert együtt szavazott a szocialistákkal az ingatlanprivatizáció ügyében. Ezt követően négy évig az SZDSZ-MSZP-koalíció által vezetett Terézváros tanácsadója volt.
Ezt követően elsősorban közíróként lett ismert, miközben saját cégén keresztül kulturális-jogi szakértői munkát végzett. 2007-től sajtótörténetet tanított a Bálint György Újságíró Akadémián. 2008 óta a Hírszerző portál állandó szerzője, később szerkesztője. 2011 és 2021 között a HVG munkatársa. Előbb a Hvg.hu véleményrovatát, majd a Hvg.hu-HVG hetilap integrált véleményrovatát vezette. 2021. április 1-jétől az Átlátszó.hu munkatársa. 2021 májusától a Spirit FM műsorvezetője.

## Publicisztikai tevékenysége
A kétezres évek eleje óta rendszeresen publikál különböző napi- és hetilapokban, folyóiratokban. Írt a Népszabadságba, a Magyar Hírlapba, a Magyar Nemzetbe, a Heti Válaszba, a Magyar Narancsba, a Mozgó Világba, illetve helytörténeti, sajtójogi és -történeti tárgyú írásai jelentek meg szaklapokban.
Rendszeresen szerepel különféle közéleti rádió- és tévéműsorokban.

## Családi háttere
Hont Ferenc unokája. 2024-ben egy Facebookra kitett közleményében is megerősítette: „zsidó vagyok”.